# Lampranthus spectabilis
Espèce
Lampranthus spectabilis est une plante ornementale de la famille des Aizoacées, originaire d'Afrique du Sud.

## Synonyme
- Mesembryanthemum spectabile Haw., 1795 (Basionyme).